# Marimé
Marimé ou Mahrime é um conceito central na cultura cigana tradicional, particularmente nos grupos Vlax e ciganos do norte, que se refere a uma noção de impureza espiritual. O oposto de marimé é užo, um termo que se refere à limpeza espiritual. A interpretação das leis do marimé varia em diferentes comunidades ciganas e grupos individuais de ciganos variam em quão rigorosamente seguem as leis. Alguns ciganos não seguem as leis do marimé.

## Terminologia
O termo marimé é derivado da língua grega. Na Inglaterra e no País de Gales, o conceito é conhecido como moxado e na Polônia como magerdó. Moxado e magerdó significam "manchado" e são derivados de "mraks", um termo sânscrito que significa "manchado". Os sinti referem-se ao conceito com os termos "palećido" (negligenciado ou isolado) e "prast(l)o" (inflamado ou fora da lei).

## Sobre
Embora todo adulto seja capaz de causar poluição espiritual, tradicionalmente se considera que as mulheres adultas em idade fértil possuem um poder particular para causar poluição espiritual. As noções de marimé e žužo referem-se a regiões específicas do corpo e à proximidade física com essas regiões. O corpo acima da cintura é considerado espiritualmente puro, enquanto o corpo abaixo da cintura é considerado espiritualmente impuro e capaz de poluir o puro. A cabeça é considerada a parte mais espiritualmente pura do corpo porque está mais distante da metade inferior do corpo. Somente as mãos são capazes de mover-se livremente entre o puro e o impuro. Os requisitos para a pureza espiritual dizem respeito a quase todos os aspectos da vida e cultura cigana, incluindo arranjos domésticos, preparação de alimentos, lavagem de roupas e todas as interações públicas entre homens e mulheres. Como os banheiros devem ser separados de acordo com o sexo para evitar a poluição espiritual, os ciganos tradicionalmente preferem casas com pelo menos dois banheiros separados. Um homem pode se tornar marimé se estiver em um cômodo abaixo de uma mulher no segundo andar. Discutir publicamente assuntos relacionados à parte inferior do corpo pode causar poluição espiritual ou ser considerado ofensivo. Todas as pessoas que não seguem as leis de pureza espiritual dos ciganos são consideradas marimé, que por definição inclui todos os não-ciganos. Alguns ciganos acreditam que as interações com pessoas não-ciganas, comumente chamadas de gadjé, podem causar poluição espiritual e, portanto, limitam o contato desnecessário com não-ciganos. Os ciganos que evitam os não-ciganos tendem a limitar suas interações a transações comerciais. Alguns ciganos podem instalar novas pias e banheiros quando se mudam para uma residência que já foi habitada por não ciganos.

### Roupas
As leis do marimé regulam a lavagem e secagem de roupas. Roupas para a parte superior do corpo, como camisas, nunca devem ser lavadas ou secadas junto com roupas usadas na parte inferior do corpo, como calças, roupas íntimas e meias. As roupas femininas e masculinas são lavadas e secadas separadamente. As roupas que forem contaminadas devem ser destruídas. Um homem não deve passar por baixo de um varal onde roupas femininas estejam secando. Para as famílias que têm condição de pagar, é possível ter quatro máquinas; uma para as roupas masculinas, uma para as roupas femininas, uma para a parte superior do corpo e outra para a parte inferior do corpo.

### Morte
Cadáveres são considerados marimé.

### Comida
As leis do marimé regulam quais alimentos os ciganos podem comer e como os alimentos devem ser preparados. Gatos e cachorros são marimés e não devem ser comidos, pois esses animais lambem a parte inferior dos seus corpos. Carne de rã e carne de cobra são consideradas azaradas e estão associadas ao demônio. A carne de pavão é proibida porque os pavões estão associados ao mau-olhado. Os ciganos que seguem rigorosamente as leis do marimé tendem a não comer em restaurantes e evitam alimentos preparados por pessoas não-ciganas. Os ciganos que comem em restaurantes não-ciganos às vezes levam seus próprios utensílios, comem com as mãos ou pedem copos e pratos de papel ou plástico.
Espera-se que as mulheres ciganas usem aventais ao preparar a comida, para evitar que a comida seja contaminada pela saia da mulher. As mulheres menstruadas são proibidas de preparar alimentos. Os alimentos que entram em contato com mulheres menstruadas também se tornam marimé e, portanto, devem ser destruídos. Espera-se que as mulheres ciganas comam sozinhas enquanto estiverem menstruadas. Mesmo as mulheres que não estão menstruadas podem fazer com que o alimento se torne marimé se o alimento entrar em contato com a parte inferior do corpo da mulher. Se uma mulher cigana pisar em um alimento que estiver colhendo, o alimento se torna marimé e deve ser descartado. Esponjas e roupas usadas para limpar o corpo nunca devem ser usadas para limpar pratos ou talheres. As mãos devem ser lavadas em uma pia separada da pia da cozinha para evitar a contaminação dos pratos, utensílios e alimentos.

### Arranjos domésticos
Mulheres e homens usam banheiros separados nas casas ciganas. As mulheres não podem dormir ou caminhar em cômodos em um nível mais alto de uma casa, pois ela pode andar sobre um homem que esteja em um cômodo abaixo, tornando-o marimé. No Leste Europeu, muitos ciganos passaram a desconsiderar esse costume devido ao fato de morarem em prédios de apartamentos.
Para aqueles ciganos que permitem que pessoas não-ciganas entrem em suas casas, precauções especiais podem ser tomadas. Certas áreas da casa podem ser designadas para pessoas não-ciganas. As cadeiras podem ser cobertas com plástico, pois seriam contaminadas se uma pessoa não-cigana se sentasse nelas. Uma casa cigana pode ter copos e pratos separados para convidados ciganos. Quando os ciganos se mudam para uma casa que antes pertencia a uma pessoa não-cigana, é necessário fazer uma limpeza profunda. A casa é limpa com alvejante e pintada novamente, e todos os tapetes e cortinas são substituídos. Os banheiros públicos geralmente são evitados, exceto para lavar as mãos e, nesse caso, toalhas de papel são usadas para abrir e fechar as torneiras.

### Sexualidade
As leis do marimé regulam a sexualidade e a reprodução. O sexo oral e o sexo anal são proibidos porque as metades inferior e superior do corpo entram em contato. O sexo envolvendo uma mulher menstruada também é proibido. Todas as emissões da parte inferior do corpo, incluindo sangue menstrual, sêmen, urina e fezes, são consideradas marimé. A nudez é problemática, especialmente a nudez feminina. Espera-se que as mulheres ciganas se vistam e se dispam de costas para os homens, e as mulheres ciganas casadas levantam-se de manhã antes de seus maridos para evitar expô-los à sua nudez frontal. Uma pessoa cigana que tenha tido relações sexuais ou se uniu a uma pessoa não-cigana pode ser considerada permanentemente marimé e, portanto, inelegivel para casamento com outra pessoa cigana.
Após o parto, uma mãe cigana é considerada marimé por um período de 40 dias. Durante esse período de 40 dias, as mães cristãs ciganas são proibidas de frequentar os cultos da igreja. Mulheres menstruadas também são proibidas de entrar em uma igreja.

### Exclusão social
Uma pessoa que traz vergonha ou escândalo para a comunidade cigana pode ser considerada marimé e, portanto, banida como pária. A decisão de declarar uma pessoa marimé é decidida por uma kris, uma corte cigana tradicional usada para resolução de conflitos. A designação de uma pessoa como marimé pode ser temporária ou permanente. Uma Kris pode declarar uma pessoa marimé por cometer assassinato, roubo ou algum outro crime. A kris é encontrada entre os ciganos Vlax, mas não é encontrada entre os Romnichals ou os Kale da finlândia.
Por trazer muita exposição à comunidade cigana de Spokane, Washington, o líder cigano Jimmy Marks foi considerado marimé pela comunidade.